# Titularbistum Achantus
Achantus (italienisch Acanto) ist ein Titularbistum der römisch-katholischen Kirche.
Es geht zurück auf ein früheres Bistum der antiken Stadt Akanthos in Makedonien auf der Halbinsel Chalkidiki im Norden des heutigen Griechenlands. Das Bistum gehörte der Kirchenprovinz Thessalonica an.
| Titularbischöfe von Achantus |                                           |                                                                                              |                    |                    |
| Nr.                          | Name                                      | Amt                                                                                          | von                | bis                |
| 1                            | Bogusław Korwin Gosiewski                 | Weihbischof in Vilnius (Polen-Litauen)                                                       | 20. April 1722     | 29. Januar 1725    |
| 2                            | Raphael Tuki                              |                                                                                              | 15. April 1761     | 22. Januar 1763    |
| 3                            | William Gibson                            | Apostolischer Vikar von Northern District (Vereinigtes Königreich Großbritannien und Irland) | 10. September 1790 | 2. Juni 1821       |
| 4                            | Hl. Pierre-Rose-Ursule Dumoulin-Borie MEP | Apostolischer Koadjutorvikar von Westtonking / Apostolischer Vikar von Westtonking (Vietnam) | 30. Januar 1836    | 24. November 1838  |
| 5                            | Pierre-André Retord MEP                   | Apostolischer Vikar von Westtonking (Vietnam)                                                | 24. November 1838  | 22. Oktober 1858   |
| 6                            | Joseph-Simon Theurel MEP                  | Apostolischer Koadjutorvikar von Westtonking / Apostolischer Vikar von Westtonking (Vietnam) | 1859               | 3. November 1868   |
| 7                            | Hugh Conway                               | Koadjutorbischof von Killala (Vereinigtes Königreich Großbritannien und Irland)              | 21. November 1871  | 9. Juni 1873       |
| 8                            | Giovanni Timoleone Raimondi PIME          | Apostolischer Vikar von Hong Kong (Hongkong)                                                 | 17. November 1874  | 27. September 1894 |
| 9                            | John Joseph Clancy                        | Koadjutorbischof von Elphin (Vereinigtes Königreich Großbritannien und Irland)               | 12. Januar 1895    | 8. Februar 1895    |
| 10                           | Pio Giuseppe Passerini PIME               | Apostolischer Vikar von Süd-Shaanxi (China)                                                  | 29. März 1895      | 16. April 1918     |
| 11                           | Władysław Paweł Krynicki                  | Weihbischof in Włocławek (Zweite Polnische Republik)                                         | 29. Juli 1918      | 21. November 1927  |